# Mateba Autorevolver
O Mateba Model 6 Unica (também conhecido como Mateba ou Mateba Autorevolver) é um revólver semiautomático de ação por recuo, um dos poucos deste tipo já produzidos. Foi desenvolvido pela MATEBA, com sede em Pavia, Itália.
Emilio Ghisoni (falecido em 2008) é reconhecido proprietário da patente norte-americana 4.712.466 que detalha a operação da arma.
Em 23 de março de 2018 a MATEBA, já em Montebelluna, Itália, reintroduziu os 6 Unica e lançou a "Grifone Carbine".
Depois disso, a MATEBA fabricou apenas o Unica nos calibres: .357 Magnum e .44 Magnum.

## Projeto
O Mateba Model 6 Unica utiliza o recuo do disparo para girar o tambor e armar o cão, ao contrário dos revólveres convencionais, que dependem do usuário puxar fisicamente o gatilho e/ou armar o cão para acionar o mecanismo de operação da arma.
O alinhamento do cano do Mateba Autorevolver é diferente da maioria dos outros revólveres. O cano é alinhado com a parte inferior do tambor em vez de com o topo. Isso abaixa o eixo do cano que direciona o recuo em linha com a mão do atirador, reduzindo assim o movimento de torção ou giro da "boca" dos revólveres normais.
Todo o conjunto superior da arma (cano, tambor e estrutura) é montado em trilhos na estrutura inferior, que abriga o gatilho, o cão e a empunhadura, e recua 0,5 polegadas (12,7 milímetros) ao disparar. O movimento para trás do conjunto superior engatilha o cão e o tambor é girado no curso para frente. Esta ação única torna este revólver uma arma semiautomática, tornando-o um dos poucos designs de revólver semiautomático, outro design notável semelhante é o ""Webley–Fosbery Automatic Revolver. Com a inclusão da câmara para o .454 Casull a arma se tornou uma das, senão a, arma semiautomática mais poderosa já produzida. Esta câmara coloca a Mateba em comparação com armas de fogo como a pistola Wildey com câmaras em .475 Wildey Magnum e .44 Magnum e exemplares da pistola AutoMag.

## Variantes

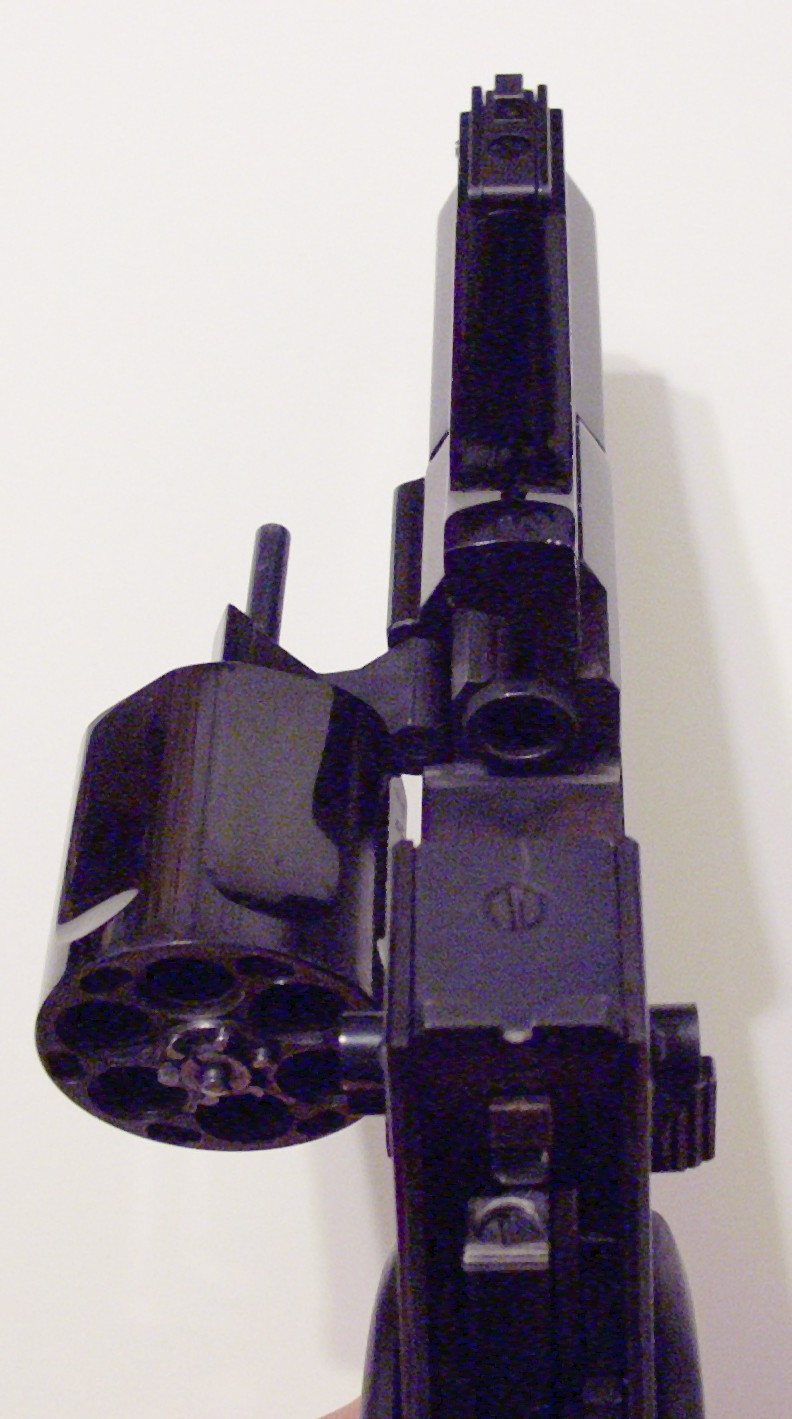
Vista traseira do Mateba Model 6 Unica com tambor na posição aberta.

A seguir, são variantes do revólver Mateba:
- Defense - cano de 4", em .357 Magnum[6]
- Home Protection - cano de 5", em .44 Remington Magnum[7]
- Dynamic Sportiva - cano de 5" ou 6", em .357 Magnum[8]
- Hunter - cano de 8 e 3/8", em .357 Magnum e .44 Remington Magnum (.44 S&W Special)[9]

Além disso, seus canos podem ser trocados por outros intercambiáveis de 3 ", 4", 5 ", 6", 7 "e 8".

##### MATEBA Grifone
Também esteve disponível o Mateba Grifone, que combinava um cano de 18 polegadas, guarda-mão e coronha com a estrutura e ação do "Autovolver". Estava disponível em .357 Magnum e .44 Magnum. Uma versão em .454 Casull estava disponível, e também permitia o disparo de munição .45 Colt.

## Cartuchos intercambiáveis
Os revólveres automáticos Mateba com câmara de .357 Magnum podem ser carregados com munição .38 Special. Cargas especiais .38 típicas não têm energia suficiente para acionar totalmente o mecanismo de recuo, mas a arma ainda funcionará com um puxão de gatilho de ação dupla. Existem duas molas de recuo opcionais projetadas especificamente para cartuchos .38 Special que podem ser instalados pelo operador para superar este problema (.38 Special e .38 Wadcutter). A substituição da mola requer a remoção do conjunto deslizante, que é bloqueado por um pino de retenção preso no lugar por um pequeno parafuso de fixação no gatilho. A cobertura do cano atua como o retentor da mola e a bucha da haste guia.
Revólveres automáticos com câmara em .44 Magnum podem ter a mola de recuo trocada para atirar com .44 Special e .454 Casull podem disparar .45 Long Colt com uma troca de mola.